# Għasri
Għasri és un municipi de Malta, a la part occidental de l'illa de Gozo, amb una població de 525 persones (al març de 2014). Per població, és el poble més petit de Gozo després de San Lawrenz, i el tercer més petit de les illes malteses, després de Bidnija i Mdina. Għasri, però, té una àrea relativament gran.